# Sistema de Reserva Federal dos Estados Unidos

A bandeira da instituição.

O Sistema de Reserva Federal (em inglês, Federal Reserve System, também conhecido como Federal Reserve ou simplesmente como the Fed) é o sistema de bancos centrais dos Estados Unidos.
A estrutura do Sistema de Reserva Federal é composta por um  Conselho de Governadores (Federal Reserve Board), pelo  Federal Open Market Committee (FOMC) e pelos doze presidentes de Federal Reserve Banks  regionais, localizados nas maiores cidade do país, além de numerosos representantes de bancos privados dos Estados Unidos e diversos conselhos consultivos. O  FOMC é o comitê responsável pelo estabelecimento da política monetária e é formado de todos os sete membros do Conselho de Governadores e pelos doze presidentes dos bancos regionais, embora somente cinco presidentes de banco votem. O  Sistema de Reserva Federal tem aspectos de natureza pública e de natureza privada, tendo sido concebido para servir tanto aos interesses  do público em geral como dos banqueiros privados. Disso resulta uma estrutura considerada única entre os bancos centrais. Também não é usual que uma entidade de fora do banco central, o Departamento do Tesouro dos Estados Unidos, crie moeda.
De acordo com o Conselho de Governadores, o Fed é independente dentro do governo, de modo que "suas decisões não têm que ser ratificadas pelo  Presidente ou por nenhum outro membro do Poder Executivo ou do Legislativo."  No entanto, sua autoridade deriva do  Congresso dos Estados Unidos e está sujeita a supervisão parlamentar.  Além disso, os membros do Conselho de Governadores, incluindo seu presidente e vice-presidente, são escolhidos pelo  Presidente dos Estados Unidos e confirmados pelo Congresso. O governo também exerce algum controle sobre o Fed, ao indicar e estabelecer os salários dos funcionários de mais alto nível do sistema. O Governo dos Estados Unidos recebe todos os lucros anuais do sistema, após o pagamento de dividendos estatutários de 6% sobre o investimento em capital dos bancos membros, e a retirada uma parte do excedente como reserva. Em 2010, o Fed realizou um lucro de 82 bilhões de dólares e transferiu 79 bilhões para o Tesouro americano.
As funções da Reserva Federal incluem, além da formulação e execução da políticas monetária, a fiscalização dos Federal Reserve Banks  regionais, a emissão do Beige Book (relatório sobre a situação econômica dos Estados Unidos) oito vezes por ano  e a regulação e supervisão dos bancos membros. A política monetária é implementada através da compra ou venda de títulos e mediante o aumento ou redução da taxa de desconto da taxa de juros dos empréstimos feitos pelo Sistema de Reserva Federal aos bancos.

## Estrutura
Os atuais membros do conselho de governadores são:
| Imagem                                                                | Governador(a) atual                             | Partido     | Início do mandato                                                        | Fim do mandato                                           |
| --------------------------------------------------------------------- | ----------------------------------------------- | ----------- | ------------------------------------------------------------------------ | -------------------------------------------------------- |
|                                                                       | Jerome Powell (Presidente)                      | Republicano | 5 de fevereiro de 2018 (como Presidente) 23 de maio de 2022 (recondução) | 15 de maio de 2026 (como Presidente)                     |
| 25 de maio de 2012 (como Governador) 16 de junho de 2014 (recondução) | Jerome Powell (Presidente)                      | Republicano | 31 de janeiro de 2028 (como Governador)                                  |                                                          |
|                                                                       | Philip Jefferson (Vice-presidente)              | Democrata   | 13 de setembro de 2023 (como Vice-presidente)                            | 7 de setembro de 2027 (como Vice-presidente)             |
| 23 de maio de 2022 (como Governador)                                  | Philip Jefferson (Vice-presidente)              | Democrata   | 31 de janeiro de 2036 (como Governador)                                  |                                                          |
|                                                                       | Michael S. Barr (Vice-presidente de Supervisão) | Democrata   | 19 de julho de 2022 (como Vice-presidente de Supervisão)                 | 13 de julho de 2026 (como Vice-presidente de Supervisão) |
| 19 de julho de 2022 (como Governador)                                 | Michael S. Barr (Vice-presidente de Supervisão) | Democrata   | 31 de janeiro de 2032 (como Governador)                                  |                                                          |
|                                                                       | Michelle Bowman                                 | Republicano | 26 de novembro de 2018 1 de fevereiro de 2020 (recondução)               | 31 de janeiro de 2034                                    |
|                                                                       | Christopher Waller                              | Republicano | 18 de dezembro de 2020                                                   | 31 de janeiro de 2030                                    |
|                                                                       | Lisa Cook                                       | Democrata   | 23 de maio de 2022 1 de fevereiro de 2024 (recondução)                   | 31 de janeiro de 2038                                    |
|                                                                       | Adriana Kugler                                  | Democrata   | 13 de setembro de 2023                                                   | 31 de janeiro de 2026                                    |